# باري سونينفيلد
باري سونيدفيلد (بالإنجليزية: Barry Sonnenfeld)‏ (ولد في 1 أبريل 1953) هو مخرج أفلام ومخرج تلفزيوني ومدير إنتاج.اخرج العديد من الأفلام النجاحة منهان مان ان بلاك وعائلة آدم .

## روابط خارجية
- باري سونينفيلد على موقع IMDb (الإنجليزية)
- باري سونينفيلد على موقع مونزينجر (الألمانية)
- باري سونينفيلد على موقع قاعدة بيانات الأفلام العربية
- باري سونينفيلد على موقع ألو سيني (الفرنسية)
- باري سونينفيلد على موقع تيرنر كلاسيك موفيز (الإنجليزية)
- باري سونينفيلد على موقع أول موفي (الإنجليزية)
- باري سونينفيلد على موقع بوكس أوفيس موجو (الإنجليزية)
- باري سونينفيلد على موقع قاعدة بيانات الأفلام السويدية (السويدية)
- باري سونينفيلد على موقع إن إن دي بي (الإنجليزية)
- باري سونينفيلد على موقع قاعدة بيانات الفيلم (الإنجليزية)